# 阿果错 (措勤县)
阿果错（藏語：ཨར་ཀོག་མཚོ།，威利转写：ar kog mtsho，THL：Arkok Tso）位于中国西藏自治区阿里地区措勤县境内，地处措勤县东北部，雄曲藏布北岸，湖面海拔4709米，湖长3.2公里，最大宽2.7公里，平均宽1.5公里，面积4.8平方公里。